# Kateřinská kotlina
Kateřinská kotlina je geomorfologický podcelek ve střední části Českého lesa v  okrese Domažlice a okrese Tachov v Plzeňském kraji.

## Vymezení území
Převážná část území se nachází v okresu Domažlice, malá severní část zasahuje do okresu Tachov. Západní hranici Kateřinské kotliny tvoří státní hranice s Německem. Na německém území na něj navazuje Hornofalcký les (německy Oberpfälzer Wald). 
Nejsevernější okraj leží západně od vesnice Hošťka v místě u soutoku bezejmenného potoka s Kateřinským potokem. Nejjižnější okraj se jižně od Železné, nejvýchodnější leží jižně od vesnice Nová Ves.

## Přírodní poměry

### Geomorfologické členění
Na českém území sousedí Kateřinská kotlina (označení 1A-1B) na východě s geomorfologickým celkem Podčeskoleská pahorkatina.
Podrobné dělení Českého lesa je uvedené v tabulce.
| Geomorfologické členění Českého lesa                                                 | Geomorfologické členění Českého lesa | Geomorfologické členění Českého lesa |
| ------------------------------------------------------------------------------------ | ------------------------------------ | --- |
| ČESKÁ VYSOČINA • Šumavská subprovincie • Českoleská oblast                           |                                      | |
| ČERCHOVSKÝ LES                                                                       | Haltravská hornatina                 | Čerchovský hřbet (Čerchov, 1042 m) Smrčský hřbet (Dlouhá skála, 969 m) Bučinsko-černovršský hřbet (Bučina, 860 m) Haltravský hřbet (Škarmanka, 888 m) Staroherštejnský hřbet (Starý Herštejn, 878 m) Modřínovecká vrchovina (Na skále, 691 m) |
| ČERCHOVSKÝ LES                                                                       | Nemanická vrchovina                  | Lískovecká vrchovina (Nad Zámečkem, 721 m) Plešská hornatina (Velký Zvon, 862 m) |
| ČERCHOVSKÝ LES                                                                       | Ostrovská vrchovina                  | Šidlákovská vrchovina (Pivoňské hory, 756 m) Bystřická vrchovina (Výšina, 708 m) |
| KATEŘINSKÁ KOTLINA                                                                   | nečlení se                           | nečlení se (Bukáč, 571 m) |
| PŘIMDSKÝ LES                                                                         | Málkovská vrchovina                  | Málkovský hřbet (Přimda, 848 m) Novoveská pahorkatina (bezejmenný, 660 m) Velkodvorská pahorkatina (Lískovský vrch, 710 m) |
| PŘIMDSKÝ LES                                                                         | Plešivecká vrchovina                 | Hoštěcká vrchovina (Plešivec, 766 m) Pastvinská vrchovina (Rozsocha, 758 m) |
| PŘIMDSKÝ LES                                                                         | Havranská vrchovina                  | Tetřeví vrchovina (Havran, 894 m) Pavlostudenecká vrchovina (Studenecký, 798 m) Sečská vrchovina (Seč, 773 m) |
| PŘIMDSKÝ LES                                                                         | Rozvadovská pahorkatina              | Žebrácká pahorkatina (Březový vrch, 625 m) Lučinská pahorkatina (Peklo, 715 m) |
| DYLEŇSKÝ LES                                                                         | Žďárská vrchovina                    | nečlení se (Na Výšině, 789 m) |
| DYLEŇSKÝ LES                                                                         | Tišinská vrchovina                   | Hřebínecká pahorkatina (Hraniční vrch, 731 m) Holinská vrchovina (Tišina, 792 m) Pekelská pahorkatina (654 m) |
| DYLEŇSKÝ LES                                                                         | Třísekerská pahorkatina              | Kamenišťská pahorkatina (Kameniště, 719 m) Krásenská pahorkatina (680 m) |
| DYLEŇSKÝ LES                                                                         | Dyleňská hornatina                   | Dyleňsko-čupřinský hřbet (Dyleň, 940 m) Vysocká vrchovina (770 m) Paličská pahorkatina (660 m) |
| PROVINCIE • Subprovincie • Oblast / Celek / PODCELEK • Okrsek • Podokrsek • (vrchol) |                                      | |

### Významné vrcholy
Nejvyšším bodem je vrchol kopce Bukáč s nadmořskou výškou 571 m. Dalším významným vrcholem je Třískolupský vrch (533 m).

### Geologie
Území se rozkládá v Českém masivu a nachází se v geologické jednotce moldanubiku. Převládajícími horninami jsou pararuly až migmatity, vzácněji žuly.

### Vodstvo
Území spadá do povodí Přimdy úmoří Černého moře. Páteřním vodním tokem je Kateřinský potok, zdrojnice Přimdy. V jižní části území je to jeho přítok Nivní potok.

## Ochrana přírody
Území leží v CHKO Český les.
V Kateřinské kotlině se nachází dvě maloplošná chráněná území, obě v okrese Tachov.
- Přírodní rezervace Diana
- Přírodní rezervace Jezírka u Rozvadova

## Sídla
Území Kateřinské kotliny je téměř neosídlené. Jediné větší sídlo představuje Svatá Kateřina. Dalším osídleným místem je Železná, která měla v roce 1921 celkem 1 803 obyvatel v roce 2021 již jen 37 obyvatel. Mnohé vesnice při státní hranici s Německem zanikly po druhé světové válce po odsunu německého obyvatelstva a vytvoření hraničního pásma v padesátých letech dvacátého století.